# Svenska Utvecklingsaktiebolaget
Svenska Utvecklingsaktiebolaget (SU) var ett bolag vars syfte var hittar arbetsformer att stöda utveckling i statens och de aktuella miljöteknik- och arbetarskydds intressen. Det bildades vid konstituerande bolagsstämma den 15 juli 1968, var ett utvecklingsföretag för stöd av näringslivet. Styrelseordförande var Erik Grafström och VD Lars Brising. Bolaget gick upp i Statsföretag AB 1 juli 1976, då verksamheten såldes eller avvecklades. 

## Medicinsk teknik
Utvecklingsarbetet inom denna sektor har bedrivits förutom av moderbolaget av det förutvarande dotterbolaget Anatom AB och av det hälftenägda dotterbolaget  Stansaab Elektronik AB. 
Chalmers tekniska högskola tog för moderbolagets räkning fram tagit fram prototyper av en elektrisk utrustning för styrning av defekta blås- och rektalfunktioner. Anatom AB inträdde i SU-gruppen som helägt dotterbolag år 1969. 
De patientdatasystem, som utvecklats inom Stansaab Elektronik AB levererades till bland andra Karolinska sjukhuset, Columbia University, New York, och Wythenshaw Hospital, Manchester, samt Sahlgrenska sjukhuset i Göteborg.

## Miljövårds- och processteknik
I Svensk Avfallskonvertering AB (SAKAB) och systerföretaget Grubbens- Fractionator AB  (AB Tellusond) drevs utvecklingsarbete i miljövårds- och processteknik.
Vid årsskiftet 1971-1972 förvärvade Utvecklingsbolaget 60 % av aktierna i AB Fractionator. Resterande del av aktierna förvärvades under år 1972. Företaget, som är lokaliserat till Stockholm, byggdes upp kring en apparat för avskiljning och fraktionering av partiklar i vätskor (Float Wash), främst för användning inom skogsindustrin. Senare kompletterades programmet med bl. a. en s. k. virvelrenare.
Vid årsskiftet 1974-1975 förvärvades Grubbens & Co AB i Stockholm och fusionerades scderrnera med AB Fractionator till Grubbens- Fractionator AB. Omsättningen för Grubbens-Fractionator uppgick år 1975 till 12,2 milj. kr. Antalet anställda var vid utgången av år 1975 39 personer. Företaget avyttrades vid årsskiftet 1975-1976.
AB Tellusond (analysinstrument för avloppsreningsprocesser) bildades år 1970 i Göteborg som handelsbolag med Utvecklingsbolaget och Vattenbyggnadsbyrån som lika stora delägare. I samband med att företaget är 1972 ombildades till aktiebolag blev Utvecklingsbolaget ensamägare. AB Tellusond utvecklade, tillverkade och marknadsförde instrument för främst mätning och kontroll av processer vid kommunala reningsverk och inom processindustrin.
Under år 1975 utvecklade Tellusond i samarbete med Svenska träforskningsinstitutet (STFI) en s.k. spethaltsanalysator för användning inom massa- och pappersindustrin. Med hjälp av detta instrument fås en snabb och noggrann bestämning av pappersmassans spethalt (halten av bitar med oseparerade fibrer i massan). Genom ett samarbete mellan Tellusond och MoDo Cell AB framtogs under år 1975 även ett instrument, kalorimeter, med vars hjälp man kan styra kokprocessen inom cellulosaindustrin genom att mäta halten av effektivt alkali i koklutar.  
Under hösten 1975 erhöll Utvecklingsbolaget vidare bidrag från arbetarskyddsfonden för vidareutveckling av en dammindikator med vars hjälp man kan kontrollera dammkoncentrationen i lokaler, där man av energibesparingsskäl vill låta luften cirkulera.
I försäljningen av Grubbens-Fractionator vid årsskiftet 1975-1976 ingick inte Tellusond.

## Databehandlingssystem
Utvecklingsbolaget har varit aktieägare i Stansaab Elektronik AB i Järfälla sedan år 1970 (tillsammans med AB Saab-Scania). Stansaabs produktgrenar omfattar trafiklednings-, patientdata- och dataterminalsystem.

## Transportteknik
Prov med ett av moderbolaget vidareutvecklat s.k. järn-luftbatterisystem i fordon skedde under år 1975. Erfarenheterna från dessa samt utförda marknadsundersökningar visade dock att detta batterisystem i dagsläget blir alltför dyrt och komplicerat för en utbredd framtida användning.
Det i samarbete med Volvo och Saab vid årsskiftet 1973-1974 slutförda projekt angående möjligheterna att utveckla kollektivtrafiksystem för stads- och förortstrafik ledde under år 1974 dels till en i samarbete med Stansaab utarbetad specifikation av ett busstrafikledningssystem för Stockholms stad (på vilken Stansaab senare tecknade kontrakt för leverans), dels till en i samarbete med Storstockholms Lokaltrafik och AB Hägglund & Söner framtagen kravspecifikation angående en tätortsbuss.

## Produktionsteknik
Verksamheten vid AB Carbox i Ystad omfattade utveckling, tillverkning och försäljning av kompletta hydrauliska pressystem. Särskilt inom områdena plåtformning och kompaktering av pulver.
Carbox omsatte år 1975 2,7 milj. kr. och sysselsatte i medeltal 63 personer.
I december 1974 förvärvade Utvecklingsbolaget samtliga aktier i Edvin Gardmo AB i Sundsvall. Företaget, som projekterar, tillverkar och säljer transport- och hanteringsutrustning för huvudsakligen den träbearbetande industrin, sågverk och mekanisk industri, har på sitt produktprogram bl. a. virkespaketeringsanläggningar, skivhanteringsutrustningar, lyftutrustning samt övrig hanteringsutrustning, främst för skogsindustri.
I samarbete med STFI och träindustrier samt med finansiellt stöd från STU bedrev moderbolaget inom skogsindustrisektorn ett projekt rörande utveckling av ett produktionssystem för medelstora sågverk, syftande till ett högre utbyte av råvaran samt bättre anpassning till en högre förädlingsgrad. Ett annat projekt, som genomfördes på liknande sätt, var utveckling av ett nytt trämaterial, spånträ, med bättre hållfasthetsegenskaper än bl. a. den konventionella spånskivan. 
AB Samefa inköptes av Utvecklingsbolaget år 1972. Samefas verksamhet omfattar utveckling, tillverkning och marknadsföring av system och produkter inom områdena data, elektronik och mekanik. Produktionen av registreringsskyltar dominerar verksamheten under åren 1972-1974. System för mätning och riktning av krockskadade bilar, ett mätsystem för mätning av axlar på lastbilar och släpvagnar och en axeltrycksvåg för fordon uppbyggd enligt en ny princip. Samefa tillverkade och marknadsförde också ett vågsystem för både räls- och vägbundna fordon.
Samefa omsatte under år 1975 42,1 milj. kr. och sysselsatte i medeltal 303 personer.